# 安费诺

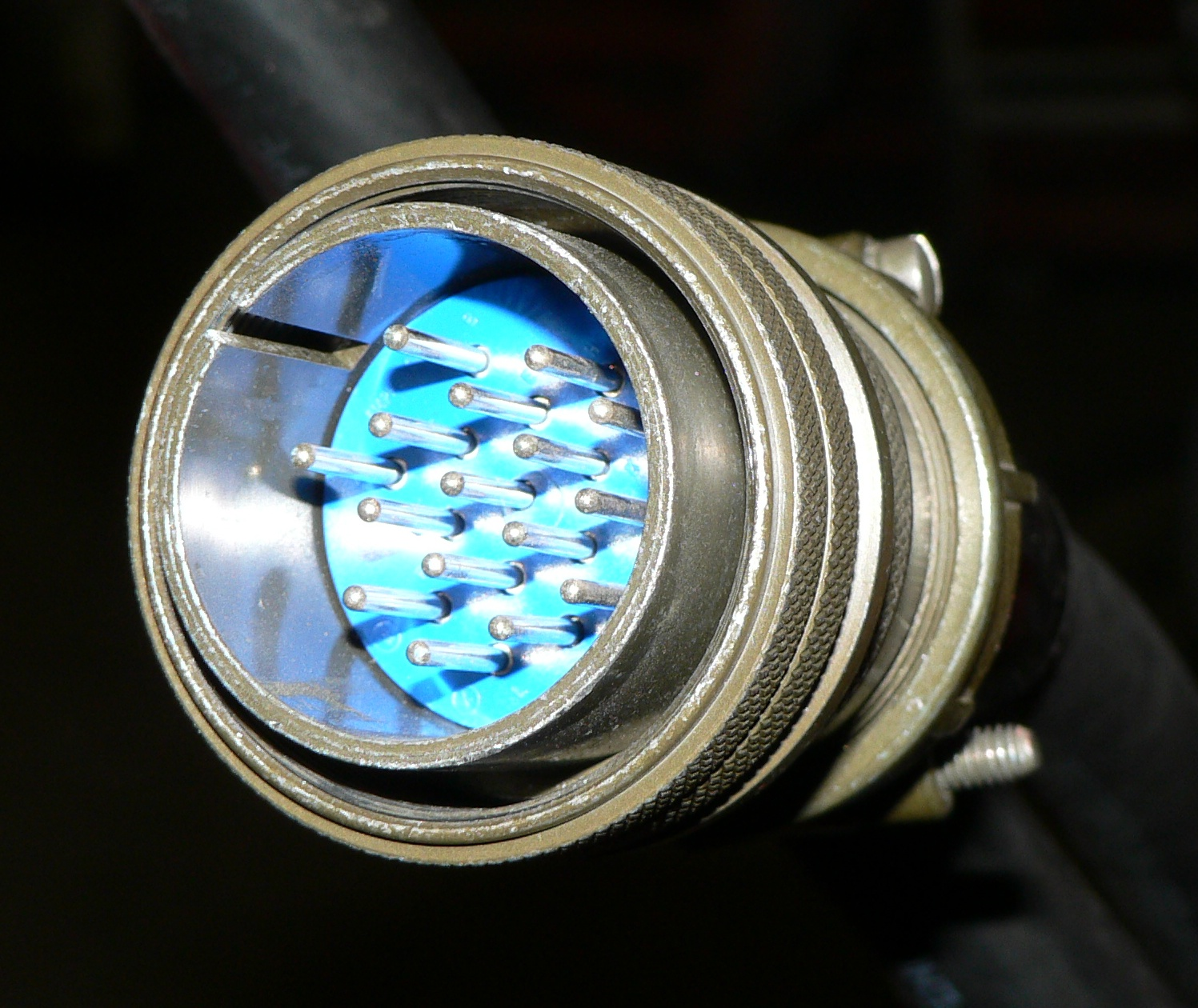
安费诺MIL-DTL-501516针公头连接器

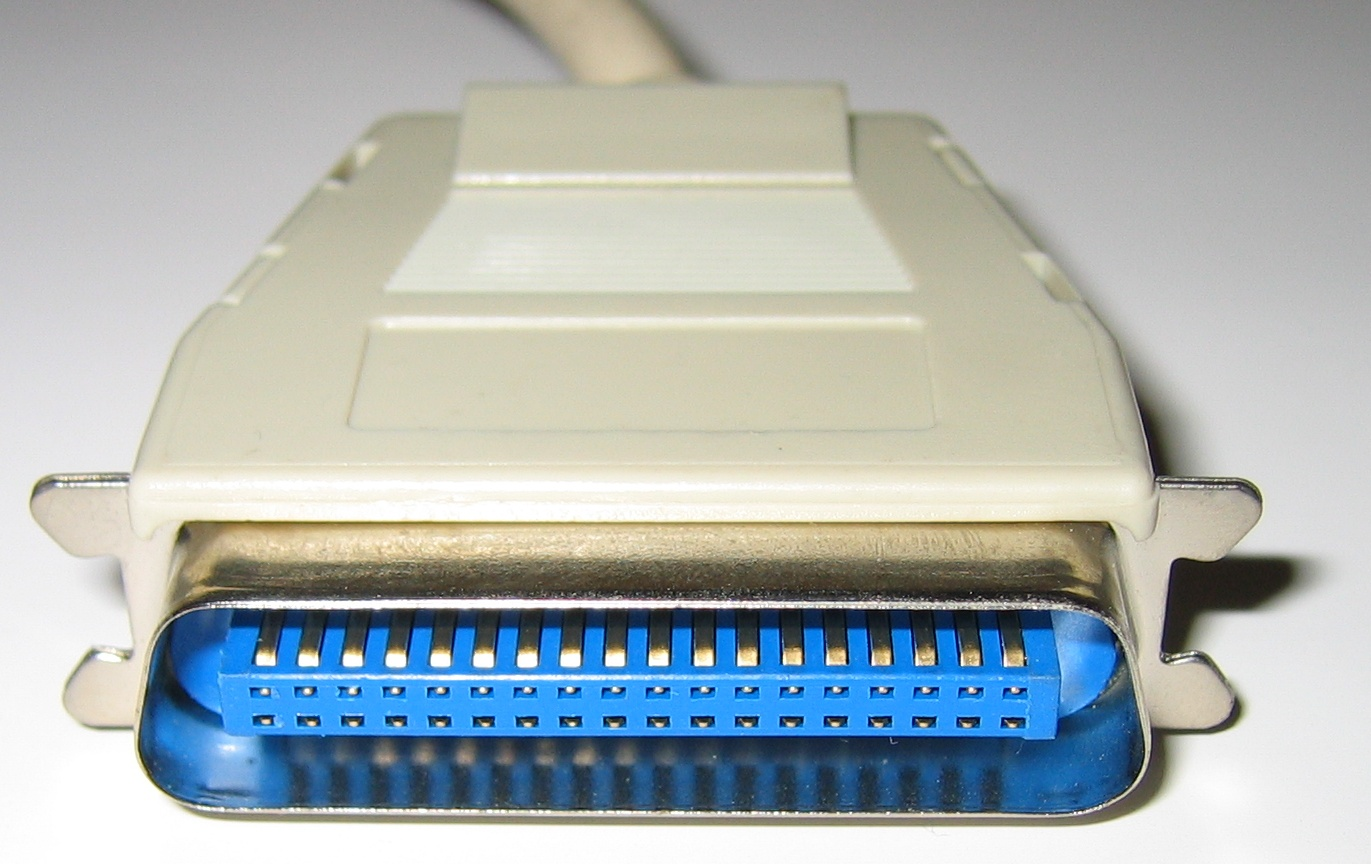
36针“微型带状连接器”连接器。（微型带状连接器是安费诺公司发明的一种常见连接器，但图片所示的可能并不是安费诺公司生产的）

安费诺公司（英語：Amphenol Corporation）成立于1932年，是世界主要的电子及光纤连接器、线缆及互连系统生产商。公司名是公司原名的基础上创造的混成詞。
公司创办人亚瑟·施密特于1932年在芝加哥成立公司，第一个产品为真空管管座。第二次世界大战期间，公司是包括飞机和雷达在内的军用电子设备连接器的主要供应商，公司规模显著扩张。1967年至1982年成为邦克拉莫公司的一部分。
公司产品涉足包括军用航天、工业、汽车、信息技术、手机、无线基站、宽带、医疗和专业音响在内的各个电子领域，在全世界有超过60个分部。
安费诺公司如今的总部位于美国康涅狄格州沃灵福德，其最大的部门为安费诺航空航天，前身为纽约州西德尼的本迪克斯公司。他们研发了MIL-DTL-38999圆柱连接器和通用BNC连接器（英語：Bayonet Neill-Concelman)。
安费诺光纤系统国际成立于1993年，专注于生产制造光纤连接器及系统，为通信系统提供光纤互联技术解决方案。其公司位于德克萨斯州达拉斯北部的艾伦电信走廊，有超过100名员工。
安费诺按需线缆部门成立于2006年12月，专注于通过其电子商务生产标准电缆组件。他们销售超过2500种音频、视频、电脑和网络线缆，并在纽约州、加利福尼亚州、佛罗里达州、多伦多和中国设有办公室。

## 收购
2005年5月，安费诺收购射頻连接器、元件和线缆制造商SV Microwave。
2005年10月10日，泰瑞達和安费诺联合声明，安费诺将以3.9亿美元收购泰瑞達连接系统，泰瑞達连接系统位于新罕布什尔州纳舒厄，是高密度电子连接器、完整背板和系统包装生产商，这一收购完善了安费诺的产品线。
2008年2月，安费诺收购法国电子生产商SEFEE公司次年2009年收购Jaybeam Wireless
，成为安费诺Jaybeam，如今更名为安费诺天线解决方案（Amphenol Antenna Solutions）。
2013年11月15日，安费诺宣布与通用电气达成协议，以3.18亿美元收购其先进传感器业务。
2013年12月，安费诺收购Raj Khanijow创办的Tecvox OEM Solutions LLC，主营业务为汽车OEM USB连接器。
2016年1月9日，安费诺与电信，数据通信和无线通信市场的FCI Asia Pte Ltd达成收购协议。
2016年7月，安费诺收购法国电源母线和电源互联解决方案生产商AUXELFTG (AUXEL)。
2017年1月，安费诺收购新西兰Phitek Ltd公司，该公司为世界领先的电子降噪、音频增强及其他机舱内电子接触点设备生产商。
2017年6月，安费诺收购 Wilcoxon Research (US)、Piezo Technologies (US)和Piher Sensors and Controls (Spain)公司，均为英国工程集团Meggitt PLC的工业传感器业务。

## 外部连接
- 官方网站
- - 安费诺公司的商業數據：Google Finance
  - Yahoo! Finance
  - Reuters
  -  SEC filings
- Amphenol SEC Filings（页面存档备份，存于）